# Halbendorf im Gebirge
Halbendorf/Gebirge, auch Halbendorf im Gebirge, sorbisch Wbohow (früher Bochow), ist ein Ort am Horken (307 m) in der Oberlausitz, der zur Stadt Schirgiswalde-Kirschau gehört. Er liegt im Tal des Cunewalder Wassers an der Bundesstraße 96, der Alten Kaiserstraße und hat 135 Einwohner.

## Geschichte
Erwähnt wurde Halbindorff (Name nach dem Besitzer Hans de Halbindorff) erstmals 1374 im Bautzener Dingbuch Blatt 56a. 1469 wurde der Ort erneut in einem Bautzener Gerichtsbuch erwähnt. Darin bekannte ein Hannuss Wustenüge aus Halbindorff, dass er zwei Kühe gestohlen habe. Das Umfeld ist schon lange besiedelt. Man fand ein Steinbeil aus vorchristlicher Zeit und Scherben deutscher und slawischer Keramik aus dem 13. Jahrhundert. Der Ort lag an einer alten Handelsstraße von Bautzen über Großpostwitz nach Zittau. Halbendorf war lange Grundbesitz des Bautzener Domstiftes. Verschiedene Adelige wurden mit dem Ort belehnt. Ab etwa 1600 bis 1676 gehörte es denen von Rechenberg. Die Gegend nannte man das „Rechenbergsche Land“. In der Folgezeit wechselten die Besitzer des Rittergutes häufig.
Für seine Statistik über die sorbische Bevölkerung in der Oberlausitz ermittelte Arnošt Muka in den 1880er Jahren eine Bevölkerungszahl von 172 Einwohnern; davon waren 127 Deutsche (74 %) und 45 Sorben (26 %). Der Ort lag damals am südlichen Rand des sorbischen Sprachraums in der Oberlausitz.
Am 1. April 1936 wurde der Ort Suppo nach Halbendorf eingemeindet.
1944/45 wurden Einheiten der deutschen Wehrmacht im Ort einquartiert. Nach Kriegsende wurde das Rittergut von der Roten Armee geplündert. An dieser Plünderung nahmen auch Halbendorfer Einwohner teil. In der DDR wurde das Gut enteignet, es entstanden fünf Neubauernhöfe und Kleingärten. Der Rest des Landes wurde verschiedenen Bauern zugeteilt. Am 15. Oktober 1952 wurde die erste LPG Typ I „Klement Gottwald“ gegründet. Darin schlossen sich fünf Bauernwirtschaften mit insgesamt 14 Mitgliedern zusammen, wie die Quelle das Buch „Wie wir angefangen haben“, Dietz Verlag Berlin 1985, belegt. Daraus entwickelte sich am 1. Januar 1960 die LPG Typ III „Klement Gottwald“. Im Dorf existierten zu diesem Zeitpunkt zwei Landwirtschaftliche Produktionsgemeinschaften. Die LPG „Klement Gottwald“ vereinigte sich 1965 mit der LPG „Kirschau“. Die Mitglieder der zweiten LPG Typ I, 1958 gegründete LPG „Am Horkenberg“, kam 1967 in die LPG Typ III „Kirschau“. Das alte Herrenhaus wurde 1978 abgerissen, Grund waren die hohen Instandsetzungskosten.
1973 wurde Halbendorf nach Crostau eingemeindet.

## Sonstiges

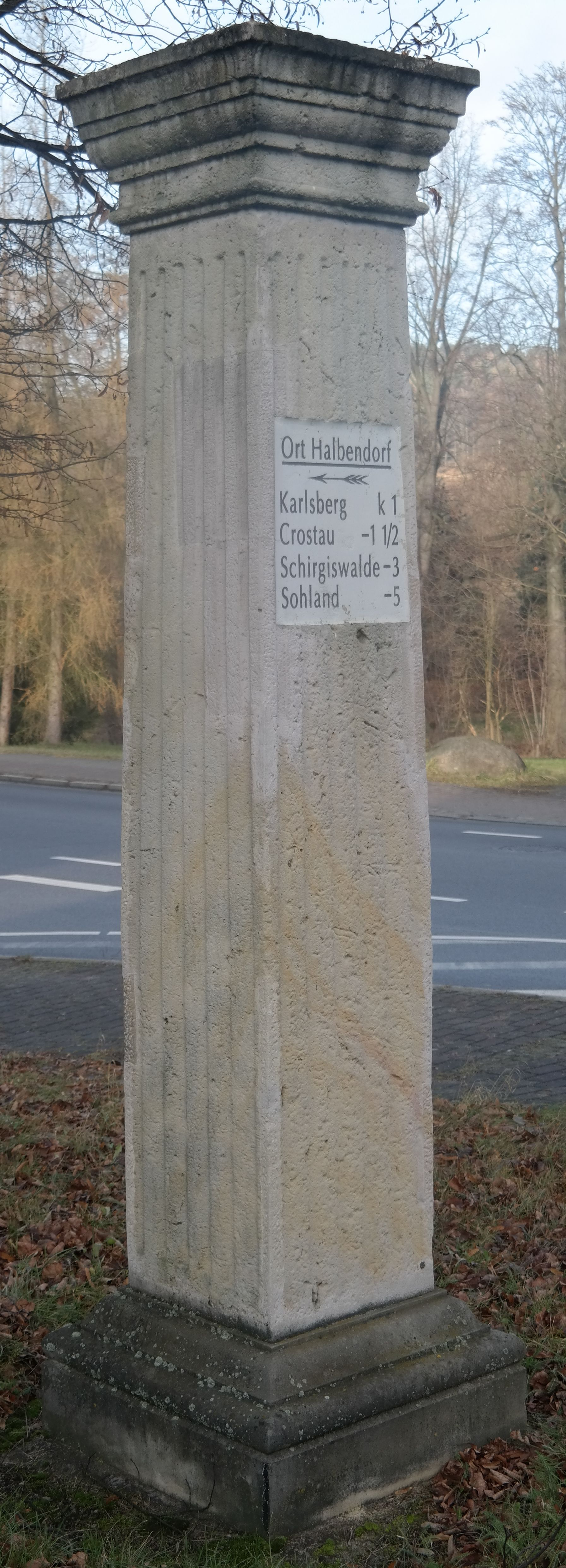
Wegsäule

Sehenswert ist eine Wegsäule, die bereits kurz nach 1800 erwähnt wurde. Den Kopf der Säule bewahrte ein Bürger auf, sie wurde später originalgetreu wiederhergestellt. Die protestantische Bevölkerung von Halbendorf/Gebirge ist aufgrund des Fehlens einer eigenen Kirche auf drei angrenzende Kirchgemeinden aufgeteilt, was für ein Dorf etwas Ungewöhnliches ist, denn die meisten Dörfer liegen nur im Bereich einer Kirchgemeinde.

## Verkehr
Der Haltepunkt Halbendorf (Sachs) lag an der Bahnstrecke Großpostwitz–Löbau, die inzwischen stillgelegt ist. Auf der ehemaligen Trasse befindet sich heute ein Bahntrassenradweg.